# Erannis fumipennaria
Erannis fumipennaria là một loài bướm đêm trong họ Geometridae.